# Enrico Thiébat
Enrico Thiébat (pron. fr. AFI: [tjeba]) (Aosta, 2 agosto 1949 – Verrayes, 14 dicembre 1992) è stato un cantautore, cabarettista e scultore italiano.

## Biografia
Enrico Thiébat nasce in una famiglia borghese e numerosa (il fratello Pier Luigi diventerà sindaco di Aosta) dimostrando fin dall'infanzia doti istrioniche e interesse per il cabaret: si esibisce davanti agli ospiti di famiglia in numeri improvvisati, cantando o imitando gli invitati.
Negli anni sessanta, frequenta il liceo e coltiva la sua passione per la chitarra, il canto e le caricature. Studia quindi Scienze politiche a Torino, seppure con scarso interesse, partecipando invece con passione ai moti del '68. In quegli anni la sua vena trasgressiva trova uno sbocco più maturo negli ideali anarchici che lo accompagneranno per tutta la vita. Si laurea nel 1974.
Dalla fine degli anni sessanta, frequenta l'Équipe d'Action Culturelle, un centro culturale di tendenze anarchiche nato con altro nome tra il '67 e il '68.
Negli anni settanta, fiorisce la sua produzione artistica: inizia a esporre i propri dipinti alle prime mostre, da Aosta a Milano, scrive poesie e canzoni che verranno ricantate da vari artisti, si esibisce in spettacoli di musica e di cabaret nei locali, nelle parrocchie e alle manifestazioni politiche..
Rifiuta il modello di vita borghese «politicamente, socialmente, economicamente».
Vive da bohémien per alcuni mesi a Parigi: fa l'artista di strada e si esibisce per i clochard che lo chiamano Henri la trompette.
Torna a vivere ad Aosta, poi si trasferisce per un certo tempo ad Oyace: in questo periodo ha una compagna, Luisa, e impara ad intagliare il legno. Si dedica alla scultura e si cimenta come artigiano, palchettista e boscaiolo.
Dopo un soggiorno a Siviglia, dove frequenta un gruppo d'avanguardia che lo spinge verso l'astrattismo pittorico, torna nuovamente in Valle d'Aosta dove si cimenta con il suo rinnovato stile pittorico.
Di carattere è ribelle e sarcastico, ama le sue radici ma è uno spirito libero e solitario. Anche se evita l'establishment, non è iscritto a nessun partito e non fa parte ufficialmente del movimento di contestazione, è continuamente attratto dalla realtà politica che lo circonda, che provoca o con cui cerca lo scontro. Durante le elezioni regionali del 1978, quando per la prima volta viene presentata una lista della sinistra radicale che otterrà anche un seggio, scrive sui muri lo slogan Elections piège-à-cons offendendo una parte dell'ala politica con cui pure aveva a che fare.  Pochi anni dopo critica di nuovo i politiciens, politi... chiens in canzoni come Queun Casinò e Bossa dei boss, fa satira contro il présidàn di vatze quando scoppia lo scandalo del Casinò di Saint-Vincent.

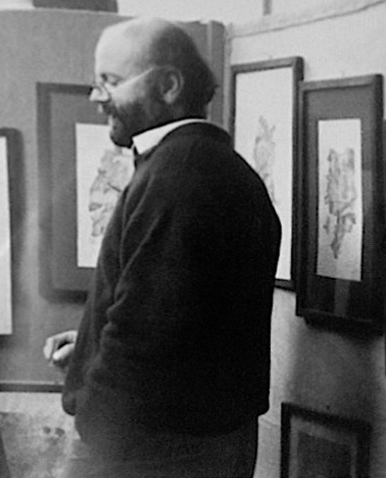

Tra i settanta e gli ottanta continua ad esibirsi con altri musicisti in spettacoli e concerti, ma ben presto affianca l'attività artistica musicale, scultorea e pittorica anticonformista ad un'attività più inserita nel sistema sociale: nel 1976 inizia a collaborare con la RAI, che aveva appena aperto la sede regionale valdostana, entrando a far parte del Nucleo ideativo produttivo. In Rai realizza come autore vari programmi, tra cui una trasmissione televisiva e varie puntate radiofoniche su Jacques Brel, fino a passare davanti alla macchina da presa nel 1979, quando canta per la prima volta in TV, esibendosi in Sperimentar cantando insieme a Edoardo Mancini. Nello stesso anno dà vita al gruppo Eau de vie, insieme a César Marguerettaz e a Franco Degani.
Nel 1981 mostra un'inedita Valle d'Aosta nel programma La Valle rivisitata, ma il suo punto di vista non banale si esprime anche nella sua musica: non a caso è considerato da alcuni il successore di Magui Bétemps.
Nel 1989 dalla compagna Vige ha una figlia, Marta, con cui ha un rapporto intenso e che spesso porta con sé nei suoi viaggi.
Enrico Thiébat muore il 14 dicembre 1992, a soli 43 anni, in un incidente automobilistico a Champagne (Verrayes), forse sbandando per un sottile strato di verglas sul manto stradale. Al suo funerale partecipa una folla eterogenea, composta da ogni ceto sociale. Viene sepolto nel cimitero di Challand-Saint-Anselme. La sua morte sancisce anche la fine simbolica del movimento anarchico valdostano.
Il 31 dicembre 1992 la Rai gli dedica lo speciale Enrico Thiébat, en souvenir, di Carlo Rossi, seguito il 6 gennaio da uno speciale su Radiodue.
Il 16 dicembre 2012 il ventennale della sua scomparsa viene ricordato col concerto "Thiébat chi?" organizzato dal giornalista Gaetano Lo Presti all'Espace Populaire di Aosta, al quale hanno partecipato alcuni dei migliori musicisti valdostani. Tra questi Alberto Visconti de L'Orage che interpreta la canzone "Monsieur Thiébat" scritta con Lo Presti.
Nel 2022, in occasione del trentennale della morte di Enrico, Lo Presti ha realizzato per le frequenze valdostane di Radio Uno RAI cinque puntate del programma "Thiebat chi?" che, attraverso decine di testimonianze e documenti sonori inediti, hanno ripercorso la vicenda umana di Enrico (sono andate in onda i sabato mattina compresi tra il 10 dicembre 2022 ed il 7 gennaio 2023). L'11 dicembre 2022, poi, Lo Presti ha organizzato, in una Cittadella di Aosta stracolma, una serata "Thiebat chi?"  con alcuni dei musicisti e degli amici che hanno conosciuto bene Thiebat.

## Il cabaret e la musica
Cantautorato e cabaret si fondono spesso sconfinando uno nell'altro.
I temi sono provocatori e irriverenti, anticonvenzionali e a volte socialmente impegnati.
Scrive in francese, italiano o patois a seconda dell'ispirazione. Per esempio, La jambe me fait mal è una versione in francese di Thiébat dell'antica canzone provenzale omonima, in cui Thiébat riadatta il testo e riscrive la musica: quest'ultima infatti, tramandata oralmente e a suo tempo universalmente nota, non è giunta fino a noi. Rifà e reinterpreta Les bourgeois di Brel e Sei bella negli occhi e Maremma di autori anonimi persi nel tempo.
Ai suoi maggiori successi, come L'acqua, si affiancano: Sedimentalmente tuo, Mi è salita una mosca in macchina, Run run, Storia d'amore di un ricco signore, Governu italianu, Queun casinò, Giudice,  C'ho la donna che mi mena, Une île, Blanche biche, Le déserteur, Il cavaliere d'argento, La femme honnête, Les canuts, Le calembour inutile, Storiella del vescovo, La princesse et le mariage, Quand je menais mes chevaux boire, Storiella del marocchino, Politiciens, Est presque l'automne, Storiella dello sfasciacarrozze, Fru fru, Nebbia, Alla valle, Casino, Mi faccio un fondo così, A Cormajo.
J'ai un amour, inedito fino al 2011, è presentato alla Saison Culturelle al Teatro Giacosa di Aosta.

## La pittura e la scultura
Thiébat è scultore e pittore per passione ma senza raggiungere i livelli del cantautorato. Dapprima artista figurativo, le sue opere pittoriche diventano gradualmente sempre più astratte e informali, grazie anche al contatto con l'avanguardia francese, i colori accesi si mischiano in composizioni complesse e caotiche, quasi apocalittiche: «uomo totalmente libero, ha cantato il Medioevo prossimo venturo (...) A differenza dei maestri storici dell'espressionismo informale, Enrico Thiébat dipinge per rappresentare, non per possedere solo la potenza della materia». Sperimenta l'acquerello e l'acrilico, la tempera e l'olio, la china su carta e il collage, la tecnica mista. Anche le sculture, principalmente lignee e astratte, mescolano a volte materiali diversi. Spesso non dà titolo alle sue opere.